# Фульрот, Иоганн Карл
Иоганн Карл Фульрот (нем. Johann Carl Fuhlrott; 1803—1877) — немецкий учёный, археолог, палеонтолог, преподаватель, натуралист и масон.
Наиболее известен открытием и первыми исследованиями останков неандертальцев, обнаруженных немецкими рабочими в долине Неандер в августе 1856 года. Первоначально пренебрегал отличиями строения, однако позднее описал останки ранее неизвестного типа человека.

## Биография
Родился 31 декабря 1803 года в городе Лейнефельде в Германии, закончил иезуитский колледж и в 1824 году начал изучать теологию в Бонне. Его родители умерли, когда Иоганну было десять лет, и он был воспитан дядей, католическим священником Карлом Бернхардом Фульрот.
В 1830 году преподавал в училище в городе Эльберфельде (сейчас Вупперталь). Через 5 лет Фульрот стал доктором философских наук и женился на Амалии Жозефе Кельнер (1812—1850), от которой он имел шестерых детей.

## Научный вклад
Внес большой вклад в исследование неандертальцев. Опубликовал более 60 работ по палеонтологии.